# Rau má dù
Rau má dù hay Sen dù lùn (danh pháp Hydrocotyle verticillata) là một loài thực vật có hoa trong Họ Cuồng. Loài này được Thunb. mô tả khoa học đầu tiên năm 1798.

## Phân bố
Rau má dù có nguồn gốc Nam Mỹ và rất thông dụng ở các khu vực nóng ẩm ở châu Mỹ, mọc thành bụi từ các khu vực đất khô cằn đến vùng đất ngập nước.

## Đặc điểm
Rau má dù thật phải rất nhỏ, rất thấp, cao từ 1 - 3,5 cm và mọc thành bụi thay vì có nhiều cây cao lêu ngêu và mọc riêng rẽ. Không giống các cây rau má thủy sinh khác thuộc chi Hydrocotyle, rau má dù có tốc độ phát triển chậm. Cây có nhu cầu ánh sáng cao, nhiệt độ: 10 - 25 độ C, pH: 5.0 - 7.0 và cũng là loài thực vật bán cạn. Ánh sáng là vấn đề quan trọng nhất, là yếu tố quyết định mức độ cao và dày đặc của cây. Ánh sáng càng mạnh thì cây càng lùn và càng mọc lan.
Cây mọc theo xu thế bò lan và đâm nhánh rất nhanh, chỉ cần một nhánh có thể mọc thành 1 thảm trong thời gian ngắn. Đây là một cây tiền cảnh tuyệt vời và là sự lựa chọn thay thế hoàn hảo cho trân châu Nhật hay ngưu mao chiên.

## Hình ảnh

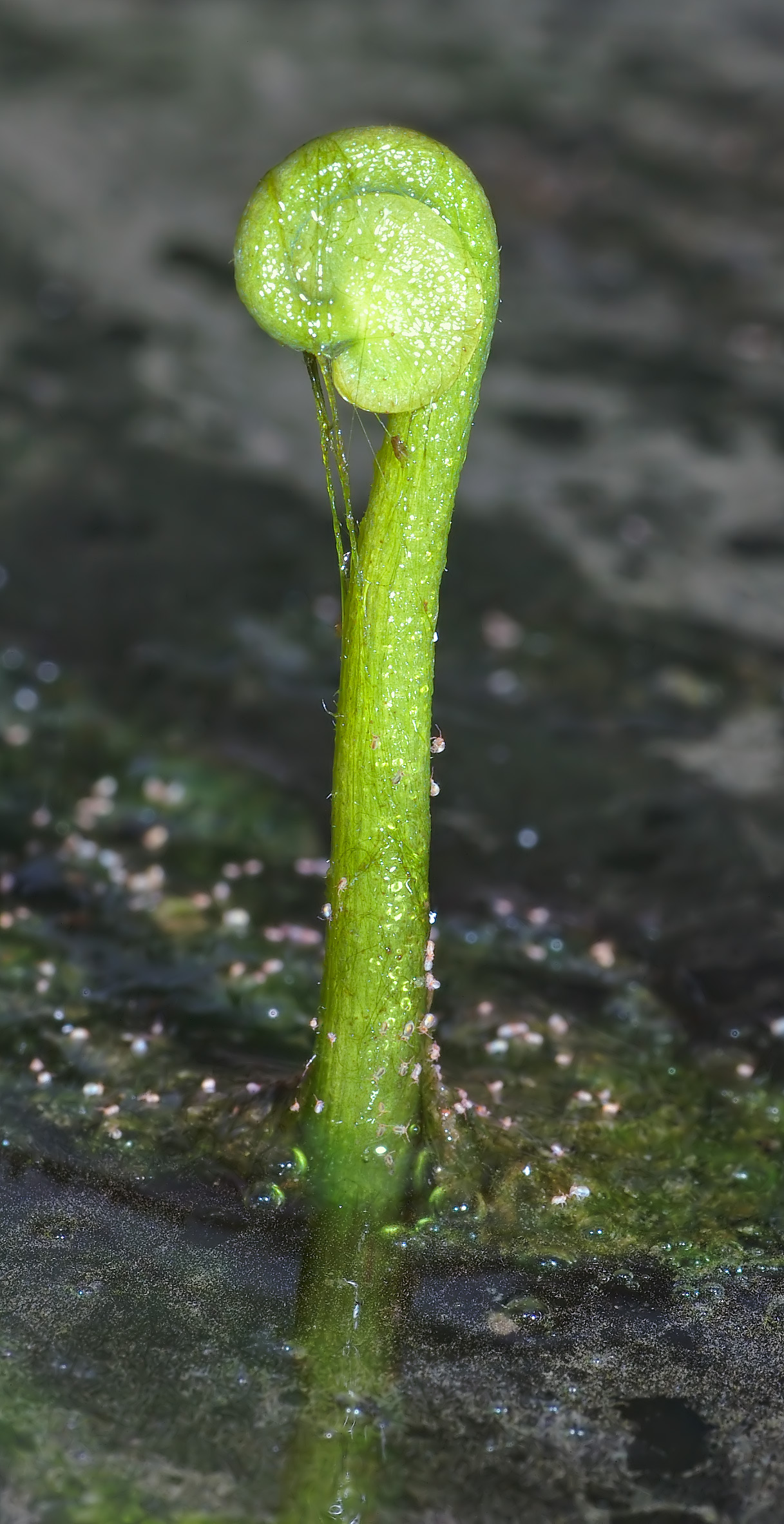
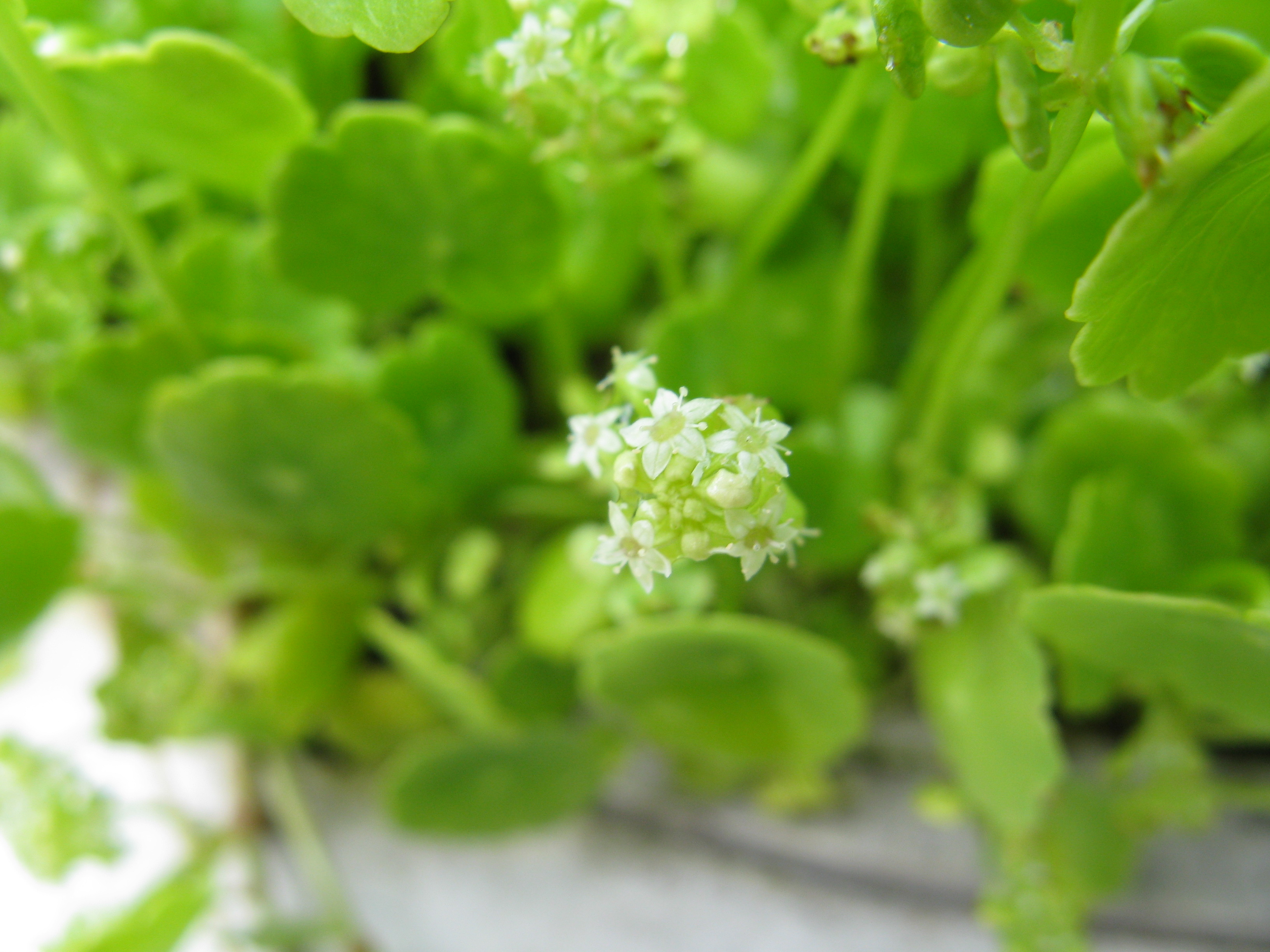
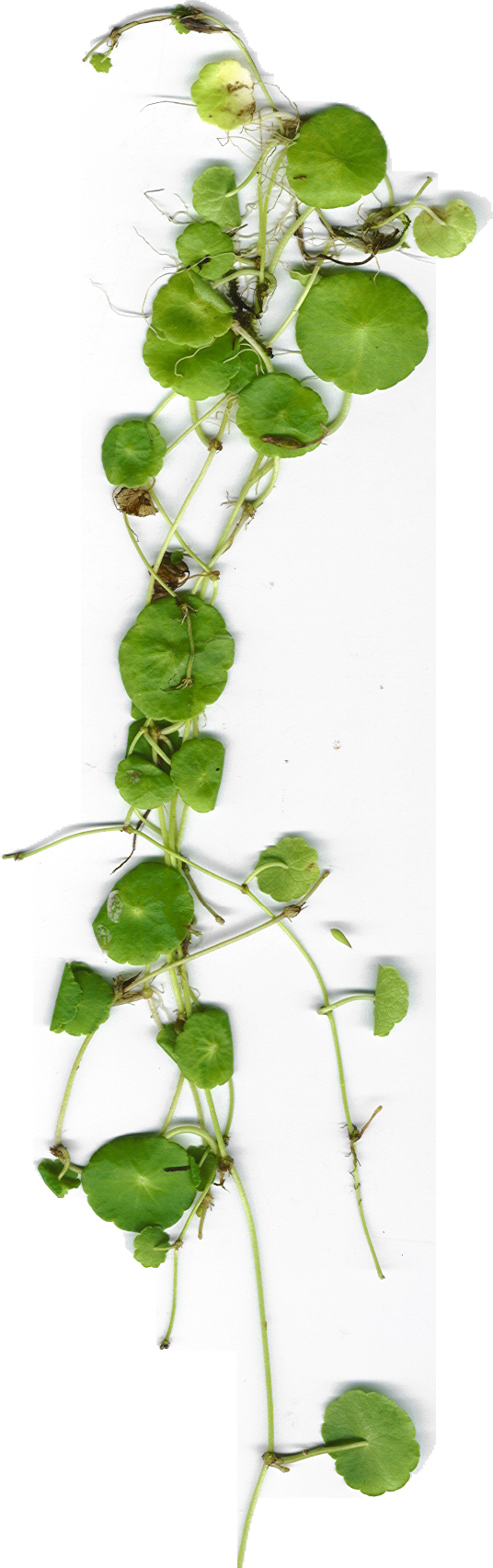
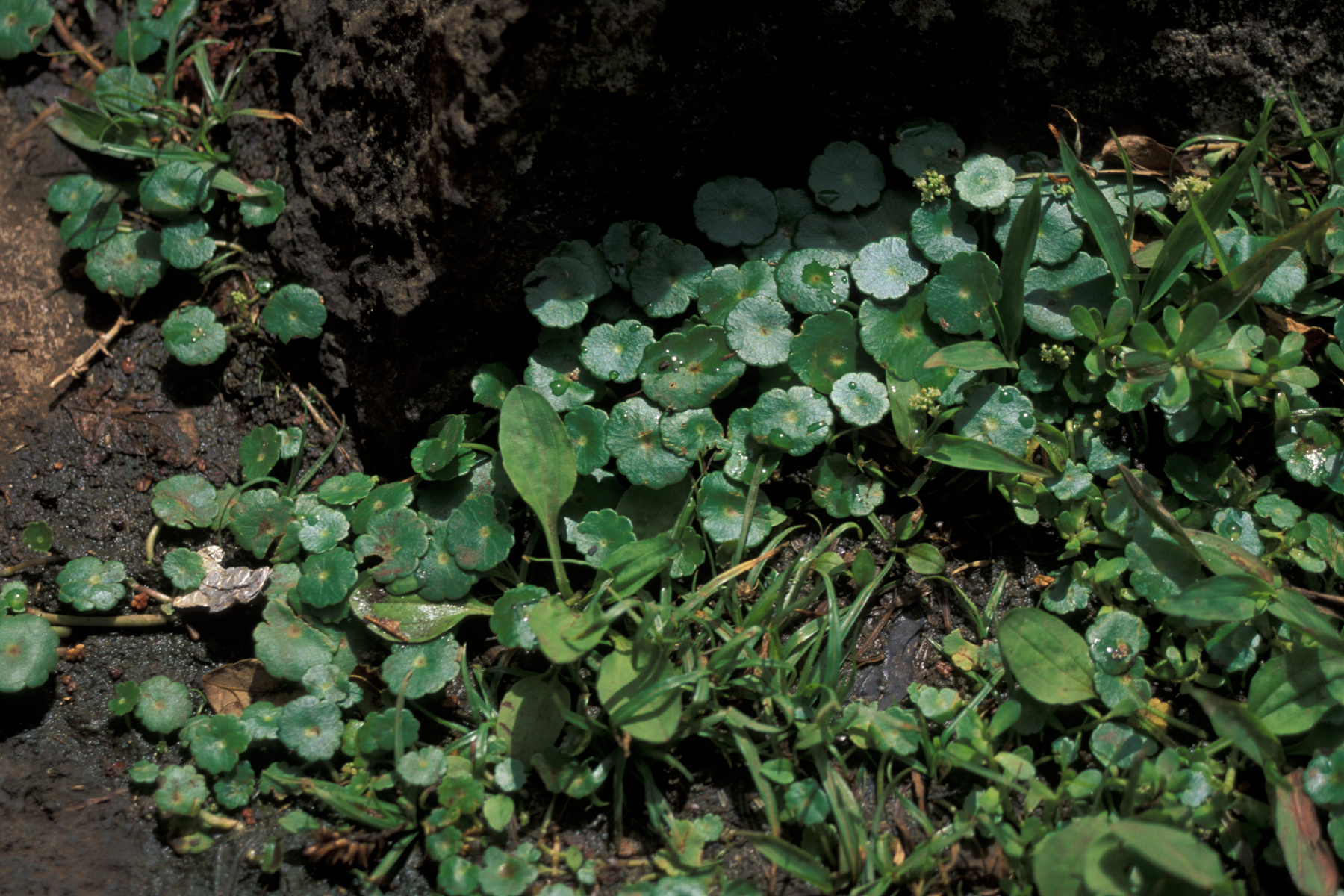